# Urticicola moutonii
Urticicola moutonii is een slakkensoort uit de familie van de Hygromiidae. De wetenschappelijke naam van de soort is voor het eerst geldig gepubliceerd in 1848 door Dupuy.